# Вильямарин, Фаустино
Хосе Фаустино Вильямарин Менендес (исп. José Faustino Villamarín Menéndez; род. 19 февраля 1950, Хихон, Овьедо) — испанский гандболист, полевой игрок. Участник летних Олимпийских игр 1972 года.

## Биография
Фаустино Вильямарин родился 19 февраля 1950 года в испанском городе Хихон.
Играл в гандбол за «Барселону».
В 1972 году вошёл в состав сборной Испании по гандболу на летних Олимпийских играх в Мюнхене, занявшей 15-е место. Играл в поле, провёл 5 матчей, забросил 7 мячей (по 2 в ворота сборных Туниса и США, по 1 — ФРГ, Румынии и Норвегии).
В 1975 году завоевал серебряную медаль гандбольного турнира Средиземноморских игр в Алжире.